# Carl S. Lindblad
Carl Severin Lindblad, född den 13 mars 1867 i Lundby socken, Västergötland (idag i Göteborgs kommun), död den 14 maj 1939 i Ljungby socken, Halland (idag i Falkenbergs kommun) var en svensk präst.
Lindblad blev 1887 student vid Lunds universitet, prästvigdes 1893, blev 1900 kapellpredikant på Käringön och 1918 kyrkoherde i Ljungby vid Falkenberg. Han dokumenterade sig som framstående kännare av det västsvenska folk- och fromhetslivet. Bidrag till fördjupad kännedom om den schartauanska riktningen gav han med den biografiska skissen Till minnet af Henric Schartau (1907) och den omfångsrika handboken Vägvisare i Henric Schartaus skrifter (1908) varjämte han i ett utförligt polemiskt inlägg Är bilden sann? (1902) mot dess angripare hävdade värdet i den av Schartaus anda färgade åskådningen. Lindblad utgav dessutom bland annat Skärgårdsbilder (1911), Psalmord och ordspråk (1912), minnesskriften Göteborgs bibelsällskap (1913), de biografiska skildringarna En kristen student (1919) och Abela Gullbransson (1922).
Lindblad är begravd på Ljungby kyrkogård.